# William H. McRaven

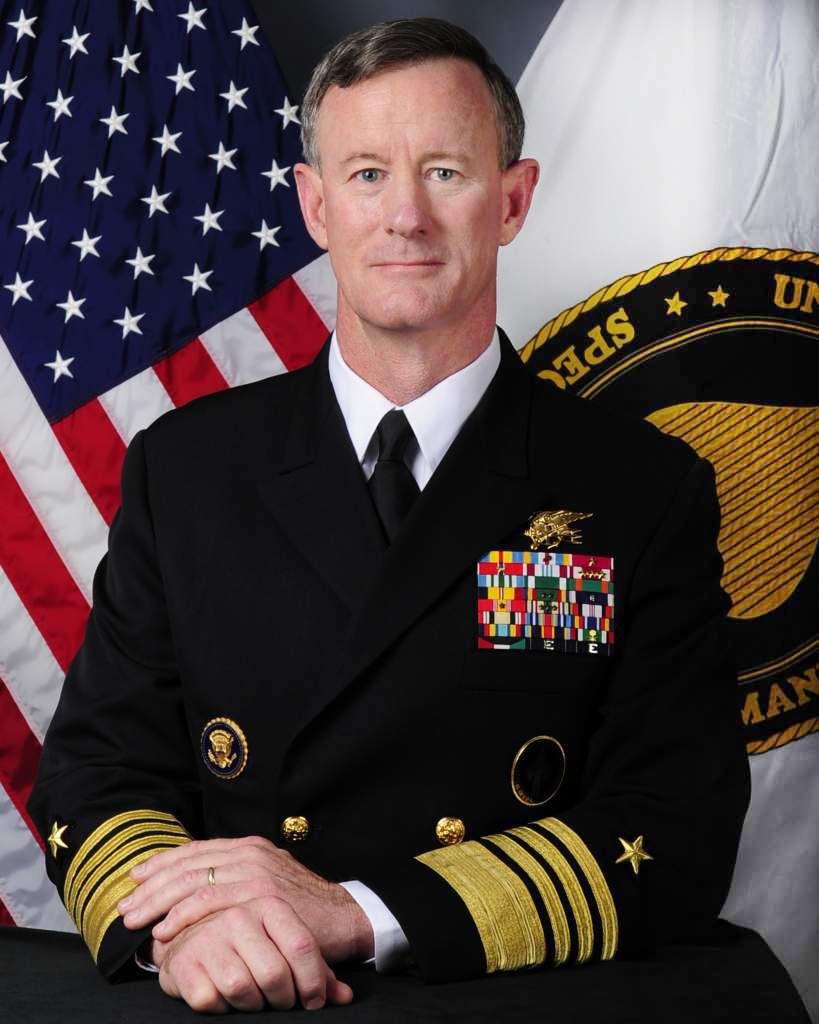
William McRaven (2012)

 William Harry „Bill“ McRaven (* 6. November 1955 in Pinehurst, North Carolina) ist ein ehemaliger Admiral der United States Navy, Hochschullehrer und Autor. Der ausgebildete SEAL war als Kommandeur des United States Joint Special Operations Command von 2008 bis 2011 für die Operation Neptune’s Spear verantwortlich, bei der 2011 der 9/11-Drahtzieher Osama bin Laden getötet wurde. Danach war McRaven bis zum Ruhestand 2014 Oberbefehlshaber des United States Special Operations Command. Von 2015 bis 2018 fungierte er als Chancellor der University of Texas System und veröffentlichte 2017 einen Motivations-Bestseller. 

## Leben

### Militärische Laufbahn
McRaven hatte auf allen Ebenen von Special Operations Befehlsgewalt, seine Aufgabe als kommandierender Admiral bei Operationen des JSOC eingeschlossen, als Commodore der Naval Special Warfare Group 1, Befehlshaber des SEAL Team 3, verantwortlicher Arbeitsgruppenleiter im CENTCOM-Bereich, Task-Unit-Commander während des Zweiten Golfkriegs, Anführer einer Schwadron bei der United States Naval Special Warfare Development Group und SEAL Platoon Commander beim Underwater Demolition Team 21/SEAL Team 4.
McRaven diente auch als Stabsoffizier mit Hauptaugenmerk auf Interaktion und Koordination, einschließlich seiner Tätigkeit als Direktor für Strategische Planung im Büro zur Terrorismusbekämpfung des Stabs des National Security Council, als Assessment Director beim US Special Operations Command und beim Stab des Chefs der Naval Operations und selbst als Stabschef der Naval Special Warfare Group 1.
Am 6. April 2011 wurde McRaven von Präsident Barack Obama zur Ernennung zum Admiral und als neunter Kommandeur des U.S. Special Operations Command (USSOCOM) vorgeschlagen. Nach der Bestätigung durch den Kongress Juni 2011 trat er die Nachfolge von Admiral Eric T. Olson (USN) ab dem 8. August 2011 an.

### Operation Neptune’s Spear: Tod Osama bin Ladens
McRaven scheint der Verantwortliche für die Organisation und die Durchführung der Operation Neptune’s Spear gewesen zu sein, der Aktion, die zum Tod von Osama bin Laden führte. CIA-Direktor Leon Panetta übertrug die Aufgabe an McRaven, der seit 2001 fast ausschließlich an Operationen und Strategien im Kampf gegen den Terrorismus teilgenommen hatte.
Die New York Times schrieb:
„In February, Mr. Panetta called Vice Adm. William H. McRaven, commander of the Pentagon’s Joint Special Operations Command, to C.I.A. headquarters in Langley, Va., to give him details about the compound and to begin planning a military strike.  Admiral McRaven, a veteran of the covert world who had written a book on American Special Operations, spent weeks working with the C.I.A. on the operation, and came up with three options: a helicopter assault using American Navy SEAL commandos, a strike with B-2 bombers that would obliterate the compound, or a joint raid with Pakistani intelligence operatives who would be told about the mission hours before the launch.“
„Im Februar bat [der damalige CIA-Chef] Panetta Vizeadmiral William H. McRaven, den Kommandeur des Joint Special Operations Command des Pentagon zu einem Treffen am CIA-Hauptsitz in Langley, Virginia, um ihm genauere Informationen über die örtlichen Verhältnisse zu geben und um mit der Planung eines Militärschlags zu beginnen. Admiral McRaven, ein erfahrener Mann im Bereich verdeckte Operationen, der ein Buch über amerikanische Sondereinsätze geschrieben hatte, arbeitete über Wochen hin mit der CIA zusammen. Es ergaben sich drei Optionen: ein Hubschrauberangriff mit einem Kommando der Navy SEALs, ein Angriff mit B-2-Bombern, der das Zielgebiet vollständig zerstören würde, oder ein gemeinsamer Angriff mit pakistanischen Geheimdienst-Einheiten, die erst Stunden vor Beginn der Operation informiert würden.“
Zum Tag vor der Aktion hieß es: „Mr. Obama took a break from rehearsing for the White House Correspondents Dinner that night to call Admiral McRaven, to wish him luck.“ [„Präsident Obama unterbrach die Vorbereitungen für das Dinner der Weißes Haus-Korrespondenten, um Admiral McRaven anzurufen und ihm gutes Gelingen für die Operation zu wünschen.“]

### Ruhestand
Am 28. August 2014 übergab McRaven das Kommando über das USSOCOM an General Joseph L. Votel (USAR) und trat in den Ruhestand.
Von Januar 2015 bis Mai 2018 übernahm er das Amt des Chancellors der University of Texas System.
McRaven veröffentlichte, nachdem er 2014 einen vielbeachteten Vortrag zu diesem Thema an der University of Texas at Austin gehalten hatte, 2017 einen Bestseller mit dem Titel Make Your Bed. Little Things That Can Change Your Life ... And Maybe the World. (Dt. Übersetzung: Mach dein Bett. Kleine Dinge die dein Leben ändern... und vielleicht die Welt).
Beim Council on Foreign Relations warnte er 2019, dass der technologische Fortschritt Chinas (auch dank Diebstahl geistigen Eigentums) die nationale Sicherheit der USA bedrohe und die USA wesentlich mehr in Forschung und Entwicklung investieren müssen.
McRaven hat nach seiner Pensionierung mehrfach US-Präsident Trump öffentlich kritisiert. Unter anderem bezeichnete er dessen beständige Angriffe auf unabhängige Medien „die größte Bedrohung für unsere Demokratie“. Wer wie Trump das Recht auf freie Meinungsäußerung infrage stelle, untergrabe damit eine wichtige Säule der Verfassung.

## Auszeichnungen
Auswahl der Dekorationen, sortiert in Anlehnung der Order of Precedence of Military Awards:
- Defense Distinguished Service Medal
- Defense Superior Service Medal (2 ×)
- Legion of Merit (2 ×)
- Bronze Star (2 ×)
- Defense Meritorious Service Medal
- Meritorious Service Medal (4 ×)
- Joint Service Commendation Medal
- Navy & Marine Corps Commendation Medal
- Navy & Marine Corps Achievement Medal
- Navy Unit Commendation (3 ×)
- National Defense Service Medal (2 ×)
- Southwest Asia Service Medal (4 ×)
- Afghanistan Campaign Medal
- Iraq Campaign Medal
- Global War on Terrorism Expeditionary Medal
- Global War on Terrorism Service Medal
- Kommandeur des Sterns von Rumänien (2012)

## Publikationen
- Spec Ops: Case Studies in Special Operations Warfare Theory and Practice. Random House Publishing Group, 2009, ISBN 978-0-307-54723-1 (eingeschränkte Vorschau in der Google-Buchsuche).
- Mach dein Bett. Riva Verlag, 2018, ISBN 978-3-7453-0064-2 (eingeschränkte Vorschau in der Google-Buchsuche).